# Círculo Alcireño

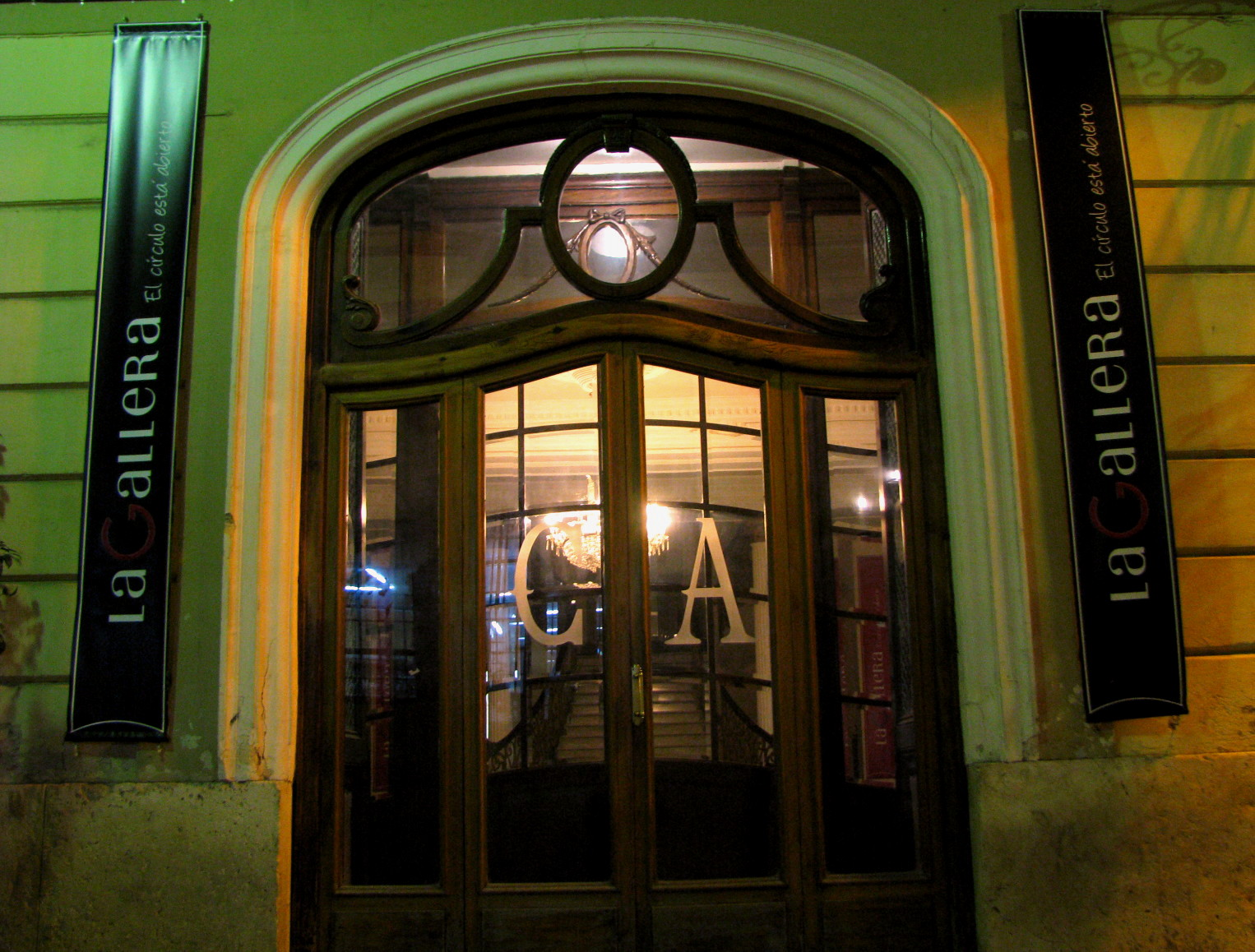
Puerta principal del Círculo Alcireño.

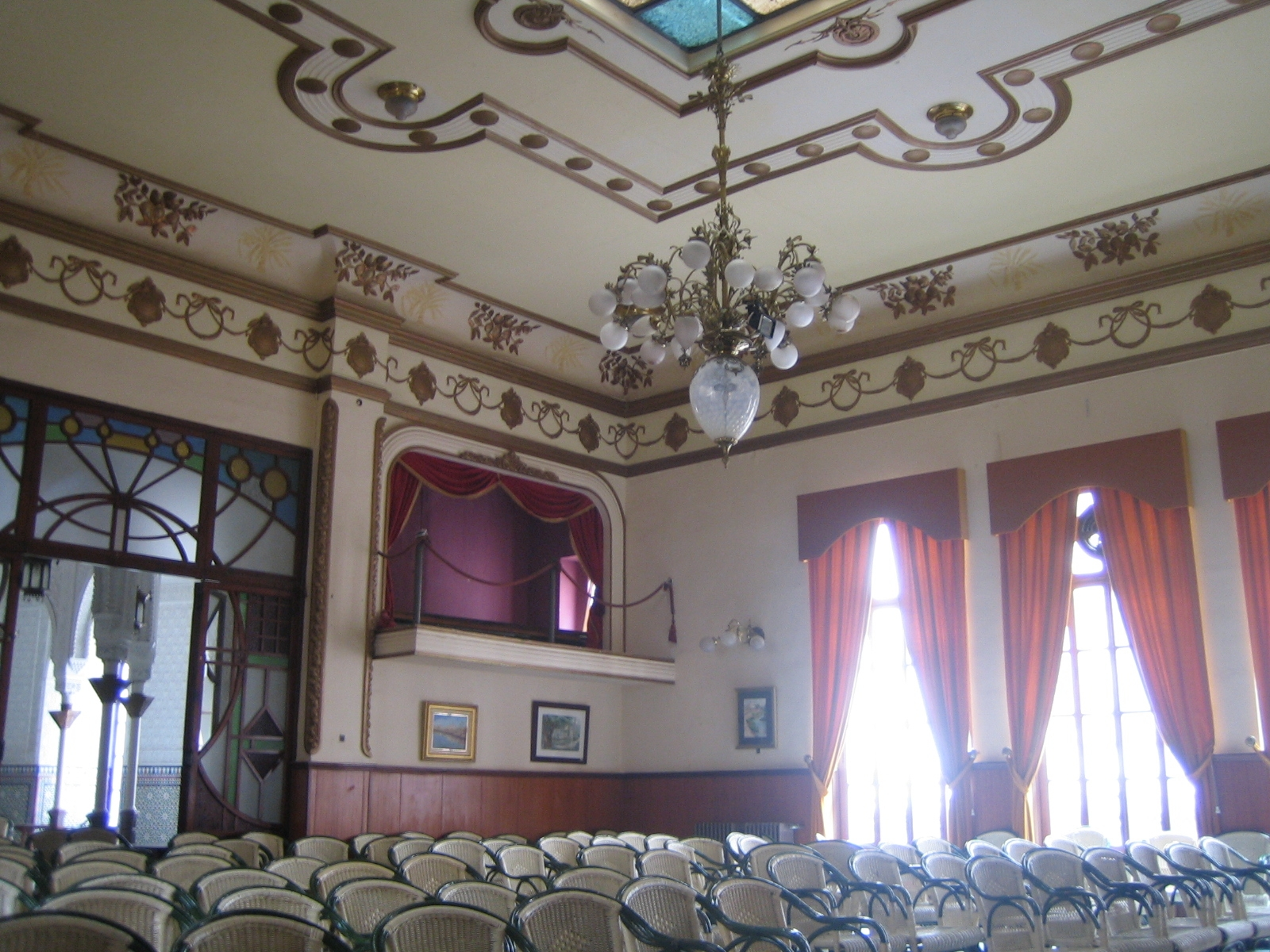
Salón dorado.

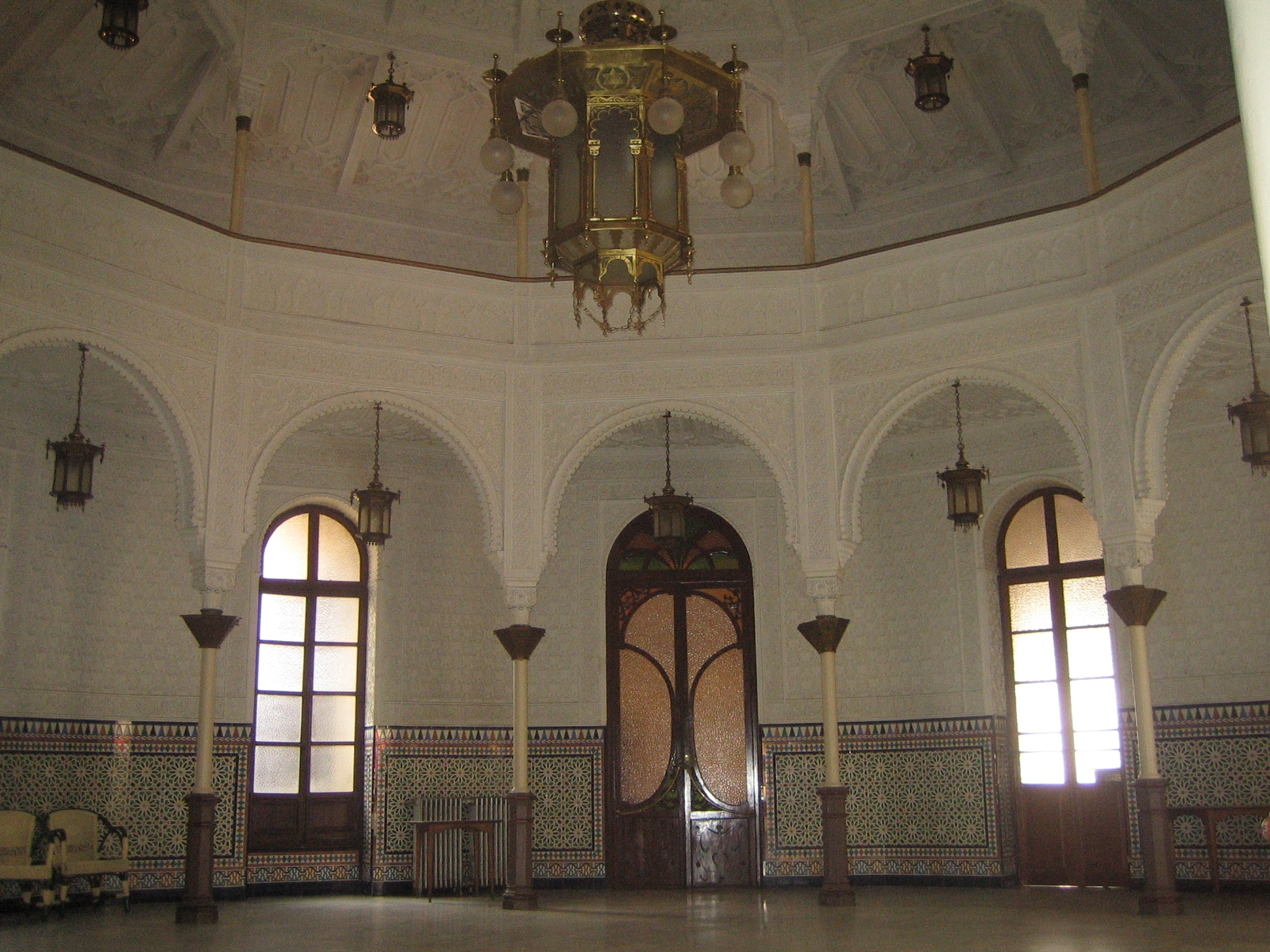
Salón árabe del Círculo Alcireño.

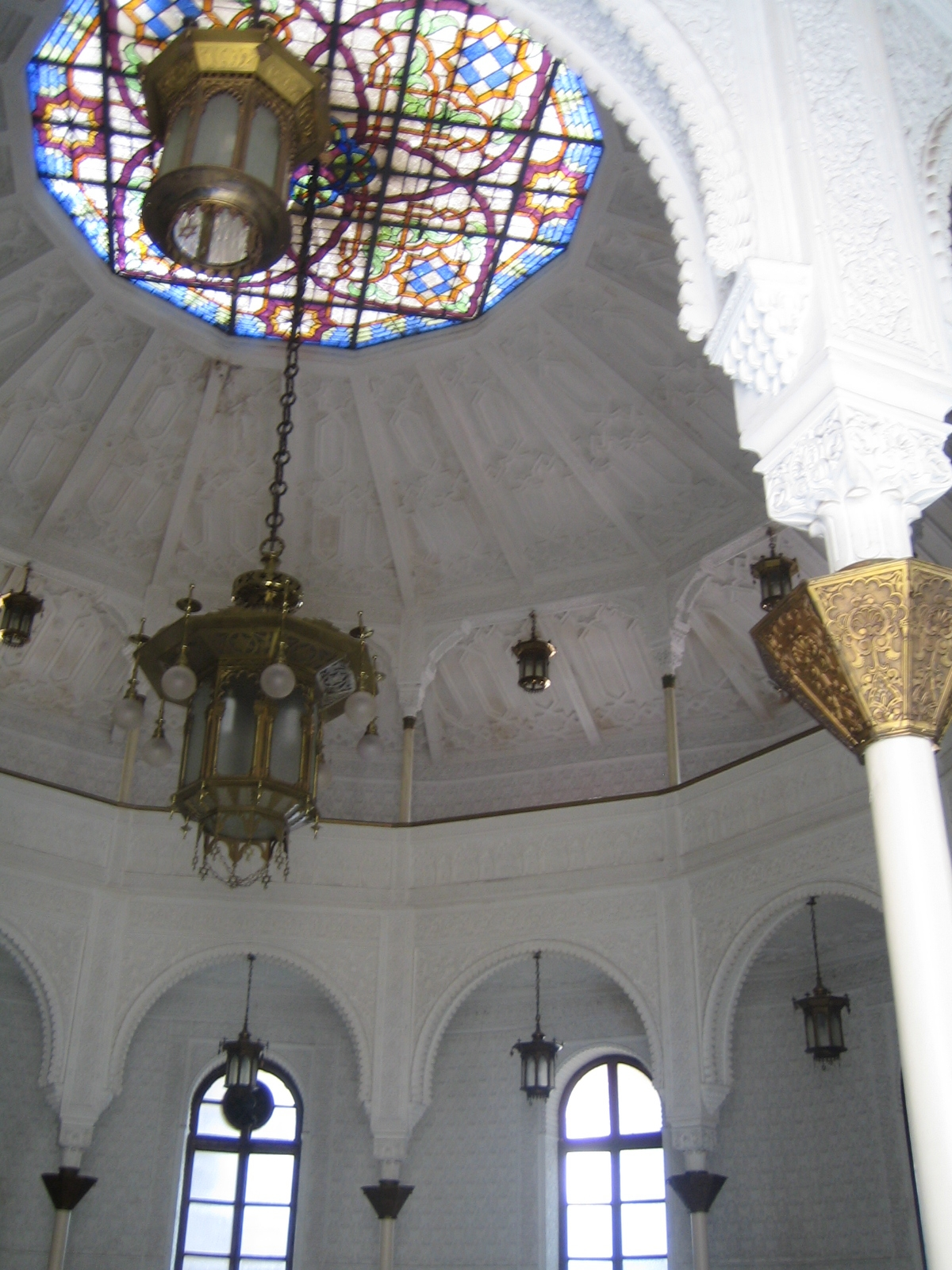
Salón árabe.

El Círculo Alcireño, o La Gallera de Alcira, como es popularmente conocido, es un edificio situado en la calle de las Escuelas Pías número 1 en la ciudad de Alcira (Valencia), España. Es, a su vez, un club social recreativo inaugurado en 1883.
En la actualidad es un centro eminentemente cultural. En él se celebran eventos sociales y culturales muy diversos, como presentaciones literarias o reuniones de asociaciones. También se celebran exposiciones de arte o campeonatos de billar.
El edificio del Círculo Alcireño está clasificado como Bien de Relevancia Local con identificador número 46.20.017-018.

## Edificio
Por la puerta principal se accede a un amplio vestíbulo con una esbelta escalera que lleva a la planta superior. Todos los salones fueron reformados con el transcurso de los años. De los seis salones en los que fue distribuido el edificio, destacan:
- En la planta baja el salón valenciano de planta oval y zócalo de cerámica, rematado con madera tallada en su techo y columnas. El salón ha sido utilizado por la industria cinematográfica así como por RTVE para el rodaje de series.

- En la planta superior destaca el salón dorado de estilo modernista valenciano, con motivos agrícolas y suelos de mosaico Nolla. Es utilizado habitualmente como teatro, auditorio y salón de conferencias.

- El salón árabe. En 1933 se promovíó la reforma de un salón circular de la planta superior para convertirlo en árabe. Para ello se llamó al tallista alcireño Agustín Bernia Bartolomé (1894-1969). Éste había trabajado en los talleres de Antonio Gaudí en Barcelona. El artista viajó a Granada tomando apuntes, dibujos y plantillas del arte nazarí de la Alhambra en los que se inspiró para la realización del salón, moldeado en escayola. El suelo de madera fue sustituido por mosaico.

## Historia
Sus orígenes se remontan a 1872. Fue denominado inicialmente Círculo Gallístico, y en él se celebraban espectáculos de pelea de gallos con aves traídas de Filipinas.
El círculo fue promovido por la pujante burguesía terrateniente de la ciudad, deseseosa de disponer de elegantes salones para su recreo. El edificio, de estilo neoclasicista, presenta un ecléctico modernismo historicista. Fue inaugurado el 19 de diciembre de 1883. Pronto el círculo se convirtió en casino en el que se jugaba al bacarrá, al póker, al golfo y al ajedrez, celebrándose en sus salones charlas y tertulias, así como eventos sociales de toda índole. La condición de socios se ha ido transmitiendo tradicionalmente de padres a hijos.
Con motivo del centenario de la institución, se llevó a cabo una remodelación del edificio, según el proyecto del arquitecto palestino Elías, para la cual fue decisivo el apoyo del industrial Luis Suñer. La obra fue inaugurada el 23 de diciembre de 1983.
En los últimos años el Círculo Alcireño La Gallera ha emprendido una nueva estrategia con la intención de abrir aún más la institución a la vida social, económica y lúdica de la ciudad de Alcira y de la Ribera del Júcar. Con el lema "El Círculo está abierto, entras" Existe un plan de actividades divididas en cuatro áreas, a saber, escuelas, artes, eventos y fundación, cuya finalidad es afianzar su centenaria trayectoria, realizando una labor más solidaria y comprometida con los problemas sociales.

## Presidentes del Círculo
- 1872: D. Eduardo Solanich Dolz
- 1900-1902: D. José Palau Bataller
- 1903-1910: D. Vicente Rosario Vilá
- 1911-1912: D. Gregorio Presencia Fábregues
- 1913-1914: D. José Palau Bataller
- 1915-1922: D. José Mengual Piqueras
- 1923-1924: D. Lisardo Piera Rosario
- 1925-1926: D. Salvador Magraner Soriano
- 1927: D. Salvador Camps España
- 1928: D. Salvador Gomis Beltrán
- 1929-1930: D. Eduardo Goig Llosá
- 1930-1932: D. José Ribera Pérez
- 1933-1940: D. Lisardo Piera Rosario
- 1941-1942: D. José Piera Lliso
- 1943-1944: D. Rafael Rosario Malea
- 1945: D. José Pellicer Magraner
- 1946-1950: D. José María Izquierdo
- 1951: D. Luis Suñer Sanchis
- 1951-1953: D. Bernardo Andrés Bono
- 1953-1955: D. José Sanz Sanz
- 1956-1960: D. Rafael Presencia Lliso
- 1960-1967: D. Andrés Palop Gimeno
- 1968-1971: D. José Luis Enguix Mengual
- 1972-1975: D. José Juan Camps Cardell
- 1976-1980: D. Carlos Ramón Oliver
- 1981-1983: D. Joaquín Comins Rosell
- 1983-1990: D. José Palacios Boquera
- 1991-1998: D. Ernesto Aleixandre España
- 1999-2010: D. Chema Pérez Pellicer
- Desde 2011: D. Salvador Collado Mascarell